# Sandomil
Sandomil es una freguesia portuguesa del concelho de Seia, con 14,28 km² de superficie y 1.108 habitantes (2001). Su densidad de población es de 77,6 hab/km².